# Équipe cycliste Manzana Postobón
L'équipe cycliste Manzana Postobón est une équipe cycliste colombienne, active entre 2007 et 2019. En mai 2019, la société "Pedaleamos por Colombia", propriétaire de la licence avec laquelle court la formation, annonce se retirer du peloton avec effet immédiat, en raison des contrôles positifs de deux de ses coureurs.
Après être passée équipe continentale professionnelle en 2011, elle revient amateur un an plus tard. Mais en 2013, elle s'affilie de nouveau à l'UCI et reprend le statut d'équipe continentale, qu'elle garde en 2014. Perdant l'appui du réseau postal 4-72, l'équipe est menacée un temps de disparaitre, mais avec l'appui de l'entreprise de boissons gazeuses, Postobón, la formation peut redémarrer au plus haut niveau amateur. En 2017, elle redevient une équipe continentale professionnelle, jusqu'à sa dissolution.
Elle ne doit pas être confondue avec l'équipe Postobón-Manzana, active de 1986 à 1996.

## Histoire de l'équipe

### Saison 2012
À la fin de l'année 2011, alors que l'ensemble des membres de l'équipe, réunis dans une équipe nationale colombienne, remporte pour la deuxième année consécutivement le Tour de l'Avenir, grâce à Esteban Chaves, elle apprend que le gouvernement colombien cesse de lui accorder son aide (qui s'élève à 20 % du budget de la formation) et qu'il y a de gros doutes sur l'engagement de Colombia es Pasión. En effet, prétextant l'insuffisance des résultats, Jairo Clopatofsky, le ministre des sports, décide de monter une structure plus performante, en créant l'équipe cycliste Colombia-Coldeportes. Ne restant plus qu'avec l'appui du réseau postal colombien (4 - 72) et un soutien mineur de Colombia es Pasión, l'équipe restreint ses ambitions et pense tout d'abord repartir en catégorie continentale. Elle privilégie la formation de jeunes talents et se focalise sur les moins de 23 ans. Ses meilleurs éléments partent renforcer les rangs de l'équipe Colombia-Coldeportes. Finalement, en décembre, elle annonce démarrer la saison 2012 au plus haut niveau national, lâchant son statut professionnel. Elle a à son programme 2012, dans la catégorie Espoirs, le Tour de l'Avenir et la Coupe des nations Ville Saguenay, à l'étranger, ainsi que la Vuelta de la Juventud (le Tour de Colombie des moins de 23 ans). Elle participera également aux courses les plus importantes du calendrier national. La fédération colombienne, dans un communiqué, annonce sa satisfaction de voir la formation continuer et offre son appui total au projet de développement de la catégorie des moins de 23 ans qu'a pour ambition l'équipe.
Seuls Juan Pablo Villegas et Sebastián Salazar sont conservés de l'effectif 2011. En catégorie Élite, ils reçoivent le renfort, de Jesús Castaño, déjà présent dans l'effectif en 2008, d'Edson Calderón, vice-champion de Colombie sur route 2010 et de Carlos Urán. Quadruple champion panaméricain (et quatrième du scratch aux Mondiaux 2011), celui-ci abandonne la piste après quatre années passées en sélection nationale.
Le 29 février, la formation commence la saison, lors de la première course par étapes du calendrier national colombien, la Vuelta del Valle. L'épreuve commence par un prologue disputé sous la forme d'une poursuite par équipes de trois coureurs sur le vélodrome Alcides Nieto Patiño de Cali, sur une distance de 2 000 mètres, soit huit tours. Le trio, composé de Salazar, Urán et Villegas, le remporte et ce dernier revêt le maillot de leader. Le lendemain, Villegas devance le sprint du peloton, en s'échappant à 1 500 mètres de l'arrivée, il s'impose avec onze secondes d'avance et conserve la tête du classement. Le jour suivant, l'équipe travaille pour que la deuxième étape se termine au sprint et annihile la dernière tentative d'échappée à moins de trois kilomètres de l'arrivée. Carlos Urán concrétise l'effort de ses coéquipiers et remporte un troisième bouquet, en trois jours, pour la formation 4-72 Colombia es Pasión. La troisième étape, se terminant par vingt kilomètres d'ascension, est fatale au leader de l'épreuve Juan Pablo Villegas. Seul son coéquipier Edson Calderón résiste aux EPM - UNE, en finissant quatrième. Le contre-la-montre qui clôt l'épreuve permet à Calderón de monter sur le podium final et à Villegas, deuxième de l'étape, de remonter au sixième rang du classement général.

### Saison 2013
Pour pouvoir internationaliser un peu plus sa saison, les dirigeants de la formation inscrivent, de nouveau, l'équipe au niveau continental. L'effectif subit peu de modifications, si ce n'est le retour de Camilo Suárez, après un an passé dans les rangs de l'équipe EPM - UNE. Quelques coureurs Espoirs viennent, également, étoffer le groupe comme le fils d'Israel Ochoa, Diego.
La saison cycliste colombienne commence véritablement à la fin mars par la Vuelta al Valle. Carlos Urán anticipe le sprint massif qui termine la première étape. Il règle assez facilement les meilleurs sprinteurs nationaux. Il ne faut pas attendre plus de trois jours pour que Juan Pablo Villegas l'imite et s'adjuge le contre-la-montre de la quatrième étape. À la différence de l'année précédente et à la faveur d'une étape décisive aux pourcentages moins accentués qu'en 2012, Villegas conserve la tête à l'issue de la dernière étape et remporte la Vuelta al Valle del Cauca, ouvrant la saison, de manière idéale, pour sa formation.
Quelques semaines auparavant, l'équipe avait participé à la Clásica José María Córdova de Rionegro et avait subi la domination d'Óscar Sevilla. Cependant, elle avait placé deux des siens dans les six premiers. Et Juan Pablo Villegas, après avoir fini trois fois dans les trois premiers aux arrivées d'étapes, avait terminé deuxième, juste derrière Sevilla.
Une partie de l'effectif part en Espagne, fin mars, pour disputer quatre épreuves. Lors du GP Miguel Indurain, Juan Ernesto Chamorro et Ever Rivera se glissent dans l'échappée que Simon Špilak conclura victorieusement. Dans des conditions climatiques difficiles, c'est Juan Pablo Villegas qui finit premier d'entre eux mais à la vingt-neuvième place et à près de huit minutes du vainqueur. Le lendemain, ils disputent le Tour de La Rioja qui se termine au sprint. Villegas se glisse dans une échappée, mais cette fois, c'est Carlos Urán qui termine premier de son équipe, en finissant dix-huitième. L'équipe enregistre ses premiers points UCI Europe Tour, dès l'épreuve suivante. Une semaine plus tard, Edson Calderón, et avec Ever Rivera, dans la vingtaine de coureurs qui se dispute, au sprint, la victoire dans la Klasika Primavera. Il termine neuvième.
La semaine suivante, les coureurs disputent le Tour de Castille-et-León, épreuve sur trois jours. Lors de celles-ci, Edson Calderón et Juan Pablo Villegas terminent chaque jour dans le peloton. Seules des cassures au sein de celui-ci ne leur permettent pas d'intégrer le Top 10 (Calderón finit treizième et Villegas dix-neuvième). Cependant, la formation monte sur le podium du classement par équipes.
Ses meilleurs éléments en Europe, les résultats en Colombie lors de la Clásica de Fusagasugá et des championnats nationaux sont faibles. Heiner Parra termine huitième et deuxième dans la catégorie Espoirs à Fusagasugá. Tandis que dans le département du Tolima, les moins de 23 ans ne décrochent aucune médaille (Diego Ochoa terminant sixième de la course en ligne).
En Italie, les Espoirs devaient disputer l'épreuve Toscane-Terre de cyclisme, comptant pour l'UCI Coupe des Nations U23, mais celle-ci est annulée peu de temps avant la date prévue. Dix jours après leur dernière course, six membres de l'équipe disputent le Tour de Bretagne. Seul Villegas y tient un rôle, puisque non seulement, il réussit à se mêler à la lutte pour les victoires d'étapes (quatrième le premier jour, cinquième de la troisième étape) mais aussi il parvient, le dernier jour, à accéder au dixième rang du classement général.
Une grande partie de l'effectif est modifiée et nombre d'éléments de la catégorie Espoir arrivent en Espagne, seulement deux jours avant le départ du Tour de la communauté de Madrid. En prévision de la Ronde de l'Isard, les moins de 23 ans, renforcés par Edson Calderón, disputent l'épreuve réduite à une étape, arrivant au sommet du Puerto de la Morcuera (es). Nicolás Paredes se glisse dans l'échappée initiale reprise au pied de la dernière ascension. Deux des leurs finissent dans les vingt premiers, devancés par Calderón, douzième. La formation en profite pour monter sur le podium du classement par équipes.
Une semaine plus tard, une équipe uniquement composée de coureurs de moins de 23 ans dispute le Tour des Asturies. Dans la première étape, Paredes y va de son échappée matinale. Ever Rivera termine, lui, dans un groupe de dix éléments qui se bat pour la deuxième place, quatre secondes derrière Amets Txurruka. Il termine quatrième. Le lendemain, Rivera est encore le meilleur de son équipe, en ne cédant que douze secondes au vainqueur d'étape. Ce qui lui permet de se classer huitième du classement final. Encore une fois, la formation se place au troisième rang du classement par équipes.
Les Espoirs se présentent à la Ronde de l'Isard d'Ariège, épreuve de l'UCI Europe Tour, exclusivement réservé aux moins de 23 ans. Leur directeur sportif leur donne comme objectifs de se battre pour le gain d'une étape, d'observer leurs futurs adversaires du Tour de l'Avenir, et d'observer leur propre comportement, pour le corriger si besoin, en vue du Tour. Dès le premier jour, ils manifestent leur présence. Heiner Parra prend la tête du classement du meilleur grimpeur, à la faveur d'une échappée matinale. Tandis que trois hommes terminent dans le maigre peloton se disputant la troisième place. Le lendemain, l'équipe manœuvre pour conserver le maillot de meilleur grimpeur. Nicolás Paredes s'isole à un kilomètre de l'arrivée et finalement deux hommes arrivent dans un quintet à deux secondes du vainqueur. Parra conserve son bien, Diego Ochoa s'empare du maillot du meilleur jeune (pour une journée) alors que le mieux placé d'entre eux, Juan Ernesto Chamorro, est sixième du classement provisoire. La formation prend le pouvoir lors de la troisième étape. Encore au nombre de quatre dans un groupe d'une vingtaine d'hommes au pied de l'ascension finale, les Colombiens par l'intermédiaire de Chamorro et Parra partent à la poursuite du dernier échappé, puis le déposent. Heiner Parra s'isole à moins de deux kilomètres de l'arrivée, pour remporter l'étape et conforter sa place au classement de la montagne. Juan Chamorro, deuxième de l'étape, s'empare de la tête du classement général. Le dernier jour, Chamorro et Parra conservent leur bien, tout comme la formation qui avait pris les commandes du classement par équipes, la veille. Paredes termine huitième. Ils dépassent ainsi largement les objectifs qu'on leur avait fixés.
La neuvième et ultime compétition que la formation dispute en Europe est le Tour de Gironde. La course se singularise par des parcours plats et venteux. Six coureurs Espoirs sont alignés. Diego Ochoa, troisième du sprint clôturant la première étape, est le seul à tirer son épingle du jeu, en terminant sixième au classement général.
Puis arrive l'épreuve majeur du calendrier national colombien, le Tour de Colombie. Pour Luis Fernando Saldarriaga, même si gagner la course lui semble hors de portée, les objectifs à cibler sont le gain d'étapes et la victoire dans le classement Espoirs. Edson Calderón, treizième l'an passé, est le coureur capable de bien figurer au classement final. Mais les résultats sont mauvais, en deçà des espérances. La formation termine douzième au classement par équipes, le premier d'entre eux termine au-delà de la trentième place finale (Calderón trente-et-unième), et le seul Espoir qui finit l'épreuve échoue à plus de cinq heures du vainqueur. De plus, aucune victoire d'étape ou dans les classements annexes vient adoucir le constat d'échec.
Onze jours après l'évènement majeur de la saison cycliste colombienne, les coureurs Espoir préparent leur participation au Tour de l'Avenir, en prenant le départ de la Clásica Héroes de la Patria. Les résultats y sont sans signification, le premier d'entre eux, Juan Ernesto Chamorro terminant vingtième. Puis, à la mi-juillet, Luis Fernando Saldarriaga emmène en Europe sept coureurs Espoir, avec ce même Chamorro en chef de file. Le Tour Alsace est la première épreuve pour leur retour sur le Vieux Continent. Fernando Orjuela se glisse dans l'échappée victorieuse de la première étape. Idéalement placés pour gagner le classement général avec Orjuela, trop confiants, ils subissent, pourtant, la loi de Silvio Herklotz, dans l'étape-reine. Heiner Parra termine, toutefois, deuxième et la formation s'empare de la tête du classement par équipes. Le lendemain, l'équipe est sacrée et Orjuela conserve le deuxième rang, acquis la veille (Parra terminant cinquième).
Trois jours plus tard, Diego Ochoa finit cinquième et meilleur d'entre eux au Circuit de Getxo. Sélectionné par le mur d'arrivée, il arrive dans un petit groupe se disputant la deuxième place, quatre secondes derrière le vainqueur Juan José Lobato. Dans l'épreuve suivante, le Tour de León, la formation s'impose dans le classement par équipes et cinq d'entre eux l'achèvent dans les quinze premiers. Si Ochoa, meilleur grimpeur de l'épreuve, termine septième, après une remarquable deuxième place lors de la deuxième étape, c'est Ever Rivera, en échappée dans la première, qui se classe le mieux, en accédant au podium final.
Le Tour de l'Ain 2013 est choisi comme ultime épreuve de préparation au Tour de l'Avenir (La Mi-août en Bretagne qui devait initialement s'intercaler étant annulée). Disputé sous les couleurs de l'équipe nationale Espoir, le niveau est très relevé, pas une place dans les dix premiers aux arrivées d'étape, et le premier d'entre eux (Heiner Parra) vingt-deuxième au classement final. Comme deux semaines plus tôt, ils disputent le Tour de l'Avenir sous les couleurs de l'équipe nationale. Leur chef de file Juan Ernesto Chamorro est victime d'une chute lors de la première étape, insuffisamment remis, il perd un quart d'heure le premier jour de montagne et toute chance de bien figurer. Bien que subissant la domination de Rubén Fernández Andújar, Heiner Parra finit quatrième au Col de la Madeleine et s'empare du maillot du meilleur grimpeur (il le perd dès le lendemain). Les jours suivants, malgré ses tentatives pour se rapprocher de l'Espagnol, Parra régresse au classement général. Il termine finalement septième, loin des ambitions affichées au départ par la formation.
Tandis que les Espoirs sont en Europe, les Élites disputent, à titre individuel, quelques épreuves du calendrier national colombien. Ainsi Camilo Suárez en profite pour s'imposer dans le contre-la-montre de la Clásica de Funza et Edson Calderón termine cinquième de la Clásica Ciudad de Bogotá. Ils disputent, également, sous les couleurs de leur formation la première édition du Tour du sud de la Bolivie, épreuve de l'UCI America Tour 2013. Même s'ils subissent la domination du coureur local Óscar Soliz, vainqueur des trois premières étapes et du classement général final, ils s'imposent dans le classement par équipes et Suárez, dans le classement des étapes volantes. De plus ce dernier (à l'issue d'une longue échappée) et Calderón remportent chacun une étape. Edson finit dauphin du leader (Sebastián Salazar et Juan Pablo Villegas terminant, eux, quatre et cinquième).
Un mois plus tard, une équipe est présente au départ de la Clásica de Marinilla. Seul Juan Pablo Villegas s'est glissé dans l'échappée décisive du premier jour. Ce qui lui permet de terminer l'épreuve cinquième, quarante-huit heures plus tard. À la fin de cette même semaine, la Clásica de Facatativá, pourtant privée des principales formations du pays, voit l'équipe alignée se faire, encore une fois, dominer, cette fois-ci, par les Formesan. Seule la victoire au sprint de Carlos Urán, le dernier jour, et le podium final d'Edson Calderón (unique représentant de la formation dans le Top ten) masquent le constat d'échec. Pourtant prévu au calendrier prévisionnel, inexplicablement, la formation ne se présente pas au départ du Clásico RCN 2013. La Clásica de Facatativá est ainsi la dernière course disputée par les 4-72 Colombia en 2013.

### Saison 2014
Fin octobre 2013, l'entreprise 4-72, opératrice de services postaux, indique qu'elle sponsorisera de nouveau l'équipe cycliste en 2014, satisfaite d'avoir apporter son soutien à la formation, durant ces trois saisons. Validant le travail et les résultats de 2013, cette annonce permet aux dirigeants de se projeter dans la nouvelle saison, avec tranquillité.
À la mi-novembre, les dirigeants annoncent la signature de quatre recrues pour 2014. Dix-huit coureurs colombiens furent convoqués pour passer un processus de sélection et quatre d'entre eux ont été retenus. Les tests que passèrent les candidats ont permis à la direction de (tenter de) limiter la marge d'erreur au moment de choisir les heureux élus. Ils ont été choisis pour leur condition physique innée mais aussi, suivis depuis de nombreuses années, pour la progression de leurs résultats. Ils arrivent dans la formation en pleine phase de construction et celle-ci s'engage à les faire progresser étape par étape. Hernán Aguirre, récent vainqueur de la Vuelta del Porvenir (le Tour de Colombie dans la catégorie junior) est un excellent grimpeur, provenant du département du Nariño.Yors Santofimio, vivant dans le département de Boyacá, est un grimpeur, lui aussi, qui a, en outre, reçu les bases de la piste. Il a terminé deuxième la Vuelta del Porvenir, derrière Aguirre. Les deux derniers sont tous deux Antioqueños. Bernardo Suaza est un grimpeur, passé par le VTT, originaire de La Ceja, tandis que Felipe Osorio, à l'aise sur tous les terrains, a déjà l'expérience d'un championnat du monde.
Au début de décembre, le directeur technique, Luis Fernando Saldarriaga, annonce la nomination de dix-sept coureurs pour la saison 2014. L'équipe est composée de neuf coureurs de la catégorie des moins de 23 ans, quatre grimpeurs, trois à l'aise sur tous les terrains et deux spécialistes des parcours plats. Ce qui permettra à la formation d'être compétitive sur n'importe quel type de compétition ou de terrain. Huit coureurs Élite complètent l'effectif, avec des grimpeurs comme Edson Calderón ou Juan Ernesto Chamorro, qui change de catégorie, et des sprinteurs. Carlos Urán sera épaulé, cette année, par la cinquième recrue Esteban Pulgarín. Leur programme les emmènera du Brésil au Mexique en passant par de nombreuses épreuves en Europe. Le mois de décembre est consacré à la préparation physique avec de nombreux entraînements en salle de sports et la pratique de multiples activités sportives.
Du 1er au 5 février 2014, à Medellín, les coureurs ont effectué leur première concentration, dans le corregimiento de Santa Elena (es). Les hommes ont subi toute une série d'examens techniques, médicaux et administratifs pour être prêt pour le début de saison. Avant de décoller pour le Brésil, le 6, la veille, la formation avait été présentée lors d'une cérémonie officielle, dans cette même ville. En effet pour pallier le manque de courses à étapes dans le calendrier national colombien, au mois de février, l'équipe 4-72 Colombia est contrainte de s'exiler dans le pays frontalier pour disputer le Tour de Sao Paulo. Elle s'y avance avec la volonté de jouer le classement général et le gain d'étapes. Mais elle y subit la domination de la formation Funvic Brasilinvest et finit quatrième au classement par équipes, à près d'une demi-heure des Brésiliens. Le premier coureur au classement individuel est Juan Pablo Villegas, qui achève l'épreuve huitième, tandis que Diego Ochoa, onzième, finit troisième dans la catégorie Espoir. Seul Edson Cálderon est près de remporter une étape. À l'arrivée de la septième, jugée en côte, il est uniquement devancé par son compatriote Walter Pedraza.
La première course disputée par la formation sur le territoire colombien est la Vuelta al Valle del Cauca, début avril. Vainqueur de deux étapes et du classement général l'année précédente, le directeur sportif Luis Fernando Saldarriaga est relativement optimiste au départ. Conscient que ses coureurs sont en forme ascendante, il espère que le travail spécifique sur le contre-la-montre portera ses fruits et les exercices de force et de résistance réalisés avantageront les siens lors des sprints d'arrivée. Douze coureurs sont engagés (dont trois dans une équipe appelée "mixte 1", comprenant également des membres de l'équipe Movistar Team América). Mais les résultats sont bien en deçà des espérances. Carlos Urán ne réussit pas à faire mieux que deux troisième place aux arrivées d'étapes,. Juan Pablo Villegas ne termine que sixième du contre-la-montre, à plus d'une minute du vainqueur. Le dernier jour, Villegas, à portée du podium final, rétrograde au classement. Et même si Edson Cálderon termine deuxième l'ultime étape, il finit premier d'entre eux au classement général final, mais rejeté à la dix-septième place. De plus aucune victoire dans un classement annexe ne vient améliorer l'impression d'échec.

## Dopage
Le 5 avril 2019, l'Union Cycliste Internationale (UCI) suspend provisoirement Wilmar Paredes à la suite d'un contrôle (hors-compétition) positif à l'EPO survenu le 27 février 2019. Début décembre, une sanction de quatre ans lui est signifiée.
Le 20 mai 2019, l'Union cycliste internationale annonce que Juan José Amador a été contrôlé positif à un stéroïde, un mois après son coéquipier Paredes. Amador est provisoirement suspendu, alors que son équipe Manzana Postobón est suspendue pour une durée de 15 à 45 jours,.
Le 24 mai 2019, la société "Pedaleamos por Colombia", propriétaire de la licence avec laquelle court la formation, annonce se retirer du peloton avec effet immédiat, en raison de ces contrôles positifs. Le 11 juin, l'UCI annonce que l'équipe sera suspendue pour une période de 45 jours, si celle-ci souhaite dans le futur s'inscrire à nouveau sur une course internationale. 
En septembre 2020, Amador est finalement innocenté par l'UCI après avoir prouvé qu'il ne s'était pas injecté de Boldenone, un stéroïde anabolisant. Il est de nouveau autorisé à courir,.

## Principales victoires

### Compétitions internationales
- Championnats panaméricains sur route : 1
  - Course en ligne : 2018 (Sebastián Molano)

### Courses par étapes
- Clasico Ciclistico Banfoandes : 2007 (Sergio Henao)
- Cinturón a Mallorca : 2009 (Sergio Henao)
- Tour des Pyrénées : 2009 (Fabio Duarte)
- Circuito Montañés : 2010 (Fabio Duarte)
- Ronde de l'Isard : 2013 (Juan Ernesto Chamorro)
- Tour du Mexique : 2014 (Juan Pablo Villegas)
- Tour de la Vallée d'Aoste : 2015 (Bernardo Suaza)
- Tour du lac Qinghai : 2018 (Hernán Aguirre)
- Tour de Chine I : 2018 (Sebastián Molano)

### Championnats nationaux
- Championnats de Colombie sur route : 1
  - Course en ligne espoirs : 2014 (Diego Ochoa)

## Bilan sur les grands tours
- Tour de France
  - 0 participation
  - 0 victoire d'étape
- Tour d'Italie
  - 0 participation
  - 0 victoire d'étape
- Tour d'Espagne
  - 1 participation (2017)
  - 0 victoire d'étape

## Classements UCI
L'équipe participe aux épreuves des circuits continentaux et principalement les courses du calendrier de l'UCI America Tour. Les tableaux ci-dessous présentent les classements de l'équipe sur les différents circuits, ainsi que son meilleur coureur au classement individuel. En 2012, l'équipe redescendue au niveau amateur n'est donc pas présente dans les différents classements.
UCI America Tour
| Saison | Classement par équipes | Meilleur coureur au classement individuel |
| ------ | ---------------------- | ----------------------------------------- |
| 2007   | 12e                    | Wilson Marentes (74e)                     |
| 2008   | 7e                     | Fabio Duarte (18e)                        |
| 2009   | 8e                     | Sergio Henao (31e)                        |
| 2010   | 19e                    | Camilo Suárez (92e)                       |
| 2011   | 19e                    | Luis Felipe Laverde (62e)                 |
| 2012   | -                      | Juan Pablo Villegas (116e)                |
| 2013   | 12e                    | Edson Calderón (37e)                      |
| 2014   | 13e                    | Juan Pablo Villegas (21e)                 |
| 2015   | -                      | Wilmar Paredes (150e)                     |
| 2016   | 40e                    | Sebastián Molano (316e)                   |
| 2017   | 12e                    | Sebastián Molano (18e)                    |
| 2018   | 10e                    | Sebastián Molano (4e)                     |

UCI Asia Tour
| Saison | Classement par équipes | Meilleur coureur au classement individuel |
| ------ | ---------------------- | ----------------------------------------- |
| 2016   | 88e                    | Sebastián Molano (456e)                   |
| 2017   | 58e                    | Fernando Orjuela (200e)                   |
| 2018   | 8e                     | Hernán Aguirre (6e)                       |

UCI Europe Tour
| Saison | Classement par équipes | Meilleur coureur au classement individuel |
| ------ | ---------------------- | ----------------------------------------- |
| 2007   | 125e                   | Óscar Sánchez (967e)                      |
| 2008   | 95e                    | Jarlinson Pantano (378e)                  |
| 2009   | 55e                    | Sergio Henao (150e)                       |
| 2010   | 44e                    | Fabio Duarte (86e)                        |
| 2011   | 57e                    | Robinson Chalapud (277e)                  |
| 2013   | 58e                    | Juan Ernesto Chamorro (282e)              |
| 2014   | 89e                    | Bernardo Suaza (214e)                     |
| 2016   | 90e                    | Aldemar Reyes (661e)                      |
| 2017   | 35e                    | Sebastián Molano (275e)                   |
| 2018   | 54e                    | Wilmar Paredes (271e)                     |

En 2016, le Classement mondial UCI qui prend en compte toutes les épreuves UCI est mis en place parallèlement à l'UCI World Tour et aux circuits continentaux. Il concerne toutes les équipes UCI.
| Saison | Classement par équipes | Meilleur coureur au classement individuel |
| ------ | ---------------------- | ----------------------------------------- |
| 2016   | -                      | Aldemar Reyes (947e)                      |
| 2017   | -                      | Sebastián Molano (244e)                   |
| 2018   | -                      | Sebastián Molano (228e)                   |
| 2019   | 79e                    | -                                         |

## Manzana Postobón en 2019
| Cycliste               | Date de naissance | Nationalité | Équipe 2018         |  |
| ---------------------- | ----------------- | ----------- | ------------------- |  |
| Juan José Amador       | 20 avril 1998     | Colombie    | Manzana Postobón    |  |
| Carlos Chía            | 18 février 1997   | Colombie    | Banco AV Villas     |  |
| Jhojan García          | 10 janvier 1998   | Colombie    | Manzana Postobón    |  |
| Bryan Gómez            | 19 novembre 1994  | Colombie    | Holowesko - Citadel |  |
| Daniel Jaramillo       | 15 janvier 1991   | Colombie    | UnitedHealthcare    |  |
| Omar Mendoza           | 25 novembre 1989  | Colombie    | Medellin            |  |
| Diego Ochoa            | 5 juin 1993       | Colombie    | EPM                 |  |
| Juan Felipe Osorio     | 30 janvier 1995   | Colombie    | Manzana Postobón    |  |
| Wilmar Paredes         | 27 avril 1996     | Colombie    | Manzana Postobón    |  |
| Jordan Parra           | 19 avril 1994     | Colombie    | Manzana Postobón    |  |
| Carlos Julián Quintero | 5 mars 1986       | Colombie    | Orgullo Paisa       |  |
| Jhonatan Restrepo      | 28 novembre 1994  | Colombie    | Katusha-Alpecin     |  |
| Aldemar Reyes          | 22 avril 1995     | Colombie    | Manzana Postobón    |  |
| Nicolás Sáenz          | 7 août 1997       | Colombie    | Lizarte             |  |
| Yecid Sierra           | 16 août 1994      | Colombie    | Manzana Postobón    |  |
| Bernardo Suaza         | 28 novembre 1992  | Colombie    | Manzana Postobón    |  |

## Saisons précédentes
- Manzana Postobón en 2017
- Manzana Postobón en 2018
- Manzana Postobón en 2019